# جيوفري جاكسون
جيوفري جاكسون (بالإنجليزية: Geoffrey Jackson)‏ (10 يناير 1894 في المملكة المتحدة - 9 أبريل 1917 في فرنسا) هو لاعب كريكت بريطاني (وحمل سابقاً جنسية المملكة المتحدة لبريطانيا العظمى وأيرلندا). لعب مع نادي مقاطعة ديربيشاير للكريكت ‏ ونادي الكريكت في جامعة أكسفورد ‏.